# Casiopea (album)
Casiopea è il primo album prodotto dall'omonima band fusion jazz Casiopea pubblicato il 25 Maggio 1979 con l'etichetta Alfa Music.

## Registrazione e produzione
L'album è stato registrato tra Dicembre 1978 e Marzo 1979 in Giappone presso lo studio "A" nel distretto Shibaura a Tokyo. Il disco vede anche le comparse di Randy Brecker alla tromba e dei sassofonisti Michael Brecker e David Sanborn (di cui i primi due appartenenti al gruppo dei The Brecker Brothers).

## Tracce
Musiche di Issei Noro (ad eccezione dei fiati arrangiati da Jun Fukamachi e le chitarre arrangiate da Hiroki Inui).
1. Time Limit – 3:07
2. Tears of The Star – 4:32
3. Space Road – 5:14
4. Midnight Rendezvous – 5:19
5. Far Away – 3:54
6. Swallow – 4:26
7. Dream Hill – 5:39
8. Black Joke – 4:16

Durata totale: 36:27

## Formazione
- Issei Noro - Voce, Chitarra elettrica, Chitarra acustica
- Minoru Mukaiya - Pianoforte elettrico, Pianoforte, Sintetizzatore, Yamaha EX-1
- Tetsuo Sakurai - Basso elettrico
- Takeshi Sasaki - Batteria

### Ospiti
- Randy Brecker - Tromba
- Michael Brecker - Sassofono tenore
- David Sanborn - Sassofono alto